# Basquetebol nos Jogos Olímpicos de Verão de 1956
O basquetebol nos Jogos Olímpicos de Verão de 1956 foi realizado em Melbourne, na Austrália, com 15 equipes na disputa.
Para a edição do torneio olímpico de 1956, as equipes foram divididas em quatro grupos, três com quatro times e outro com três. Os dois melhores colocados de cada grupo avançavam as quartas de final, onde eram divididos em dois grupos, com os dois mais bem colocados de cada grupo avançando as semifinais e as equipes restantes disputando do 5.º ao 8.º lugar. Equipes eliminadas na primeira fase disputavam em um cruzamento idêntico, mas apenas para definir cada posição do 9.º ao 15.º lugar. 

## Masculino
| Ouro | Prata | Bronze |
| USA Estados Unidos Carl Cain William Hougland K. C. Jones Bill Russell James Walsh William Evans Burdette Haldorson Ronald Tomsic Richard Boushka Gilbert Ford Robert Jeangerard Chuck Darling | URS União Soviética Valdis Muizhniek Maigonis Valdmanis Vladimir Torban Stasis Stonkus Kasis Petkyavichus Arkadi Bochkarev Yanis Krumins Mikhail Semyonov Algirdas Lauritenas Yuri Ozerov Viktor Zubkov Mikhail Studenetsky | URU Uruguai Carlos Blixen Ramiro Cortés Héctor Costa Nelson Chelle Nelson Demarco Héctor García Otero Carlos González Sergio Matto Oscar Moglia Raúl Mera Ariel Olascoaga Milton Scaron |

### Fase preliminar
Partidas realizadas entre 22 e 26 de novembro.

#### Grupo A
| Equipe             | Pts | J | V | D | PP  | PC  |
| ------------------ | --- | - | - | - | --- | --- |
| USA Estados Unidos | 6   | 3 | 3 | 0 | 320 | 220 |
| PHI Filipinas      | 5   | 3 | 2 | 1 | 185 | 226 |
| JPN Japão          | 4   | 3 | 1 | 2 | 171 | 225 |
| THA Tailândia      | 3   | 3 | 0 | 3 | 123 | 226 |

| Filipinas      | 55–44  | Tailândia |
| Estados Unidos | 98–40  | Japão     |
| Estados Unidos | 101–29 | Tailândia |
| Filipinas      | 76–61  | Japão     |
| Japão          | 70–50  | Tailândia |
| Estados Unidos | 121–53 | Filipinas |

#### Grupo B
| Equipe              | Pts | J | V | D | PP  | PC  |
| ------------------- | --- | - | - | - | --- | --- |
| FRA França          | 6   | 3 | 3 | 0 | 236 | 183 |
| URS União Soviética | 5   | 3 | 2 | 1 | 255 | 177 |
| CAN Canadá          | 4   | 3 | 1 | 2 | 206 | 234 |
| SIN Singapura       | 3   | 3 | 0 | 3 | 154 | 257 |

| União Soviética | 97–59 | Canadá          |
| França          | 81–54 | Singapura       |
| Canadá          | 85–58 | Singapura       |
| França          | 76–67 | União Soviética |
| União Soviética | 91–42 | Singapura       |
| França          | 79–62 | Canadá          |

#### Grupo C
| Equipe                 | Pts | J | V | D | PP  | PC  |
| ---------------------- | --- | - | - | - | --- | --- |
| URU Uruguai            | 6   | 3 | 3 | 0 | 238 | 187 |
| BUL Bulgária           | 5   | 3 | 2 | 1 | 242 | 199 |
| ROC República da China | 4   | 3 | 1 | 2 | 216 | 249 |
| KOR Coreia do Sul      | 3   | 3 | 0 | 3 | 194 | 255 |

| China    | 83–76 | Coreia do Sul |
| Uruguai  | 70–55 | Bulgária      |
| Uruguai  | 85–62 | China         |
| Bulgária | 89–58 | Coreia do Sul |
| Bulgária | 88–71 | China         |
| Uruguai  | 83–60 | Coreia do Sul |

#### Grupo D
| Equipe        | Pts | J | V | D | PP  | PC  |
| ------------- | --- | - | - | - | --- | --- |
| BRA Brasil    | 4   | 2 | 2 | 0 | 167 | 125 |
| CHI Chile     | 3   | 2 | 1 | 1 | 137 | 134 |
| AUS Austrália | 2   | 2 | 0 | 2 | 122 | 167 |

| Brasil | 78–59 | Chile     |
| Brasil | 89–66 | Austrália |
| Chile  | 78–56 | Austrália |

### Classificação 9º-15 lugar
Partidas realizadas entre 27 e 29 de novembro.

#### Grupo 1 (9-15)
| Equipe                 | Pts | J | V | D | PP  | PC  |
| ---------------------- | --- | - | - | - | --- | --- |
| ROC República da China | 6   | 3 | 3 | 0 | 218 | 189 |
| AUS Austrália          | 5   | 3 | 2 | 1 | 258 | 208 |
| SIN Singapura          | 4   | 3 | 1 | 2 | 200 | 215 |
| THA Tailândia          | 3   | 3 | 0 | 3 | 150 | 214 |

| Austrália | 87–48 | Tailândia |
| China     | 67–64 | Singapura |
| Singapura | 62–50 | Tailândia |
| China     | 86–73 | Austrália |
| China     | 65–52 | Tailândia |
| Austrália | 98–74 | Singapura |

#### Grupo 2 (9-15)
| Equipe            | Pts | J | V | D | PP  | PC  |
| ----------------- | --- | - | - | - | --- | --- |
| CAN Canadá        | 4   | 2 | 2 | 0 | 147 | 123 |
| JPN Japão         | 3   | 2 | 1 | 1 | 143 | 140 |
| KOR Coreia do Sul | 0   | 2 | 0 | 2 | 130 | 157 |

| Canadá | 74–63 | Coreia do Sul |
| Japão  | 83–67 | Coreia do Sul |
| Canadá | 73–60 | Japão         |

### Classificação 13.º-15.º lugar
A equipe vencedora defrontou Singapura pelo 13º lugar. A perdedora terminou o torneio no 15.º lugar.
| 30 de novembro |       |           |
| Coreia do Sul  | 61–47 | Tailândia |

#### 13º-14º lugar
| 1 de dezembro |       |               |
| Singapura     | 92–79 | Coreia do Sul |

### Classificação 9.º-12.º lugar
| 30 de novembro |       |           |
| Japão          | 82–61 | China     |
| Canadá         | 83–38 | Austrália |

#### 11º-12º lugar
| 1 de dezembro |       |           |
| China         | 87–70 | Austrália |

#### 9.º-10.º lugar
| 1 de dezembro |       |       |
| Canadá        | 75–60 | Japão |

### Quartas de final
Partidas realizadas entre 27 e 29 de novembro.

#### Quartas de final Grupo A
| Equipe        | Pts | J | V | D | PP  | PC  |
| ------------- | --- | - | - | - | --- | --- |
| FRA França    | 5   | 3 | 2 | 1 | 195 | 187 |
| URU Uruguai   | 5   | 3 | 2 | 1 | 221 | 209 |
| CHI Chile     | 4   | 3 | 1 | 2 | 221 | 220 |
| PHI Filipinas | 4   | 3 | 1 | 2 | 204 | 225 |

| França    | 71–60 | Chile     |
| Uruguai   | 79–70 | Filipinas |
| Uruguai   | 80–73 | Chile     |
| Filipinas | 65–58 | França    |
| Chile     | 88–69 | Filipinas |
| França    | 66–62 | Uruguai   |

#### Quartas de final Grupo B
| Equipe              | Pts | J | V | D | PP  | PC  |
| ------------------- | --- | - | - | - | --- | --- |
| USA Estados Unidos  | 6   | 3 | 3 | 0 | 283 | 150 |
| URS União Soviética | 5   | 3 | 2 | 1 | 208 | 209 |
| BUL Bulgária        | 4   | 3 | 1 | 2 | 182 | 224 |
| BRA Brasil          | 3   | 3 | 0 | 3 | 192 | 282 |

| Estados Unidos  | 84–44  | Bulgária        |
| União Soviética | 87–68  | Brasil          |
| União Soviética | 66–56  | Bulgária        |
| Estados Unidos  | 113–51 | Brasil          |
| Estados Unidos  | 85–55  | União Soviética |
| Bulgária        | 82–73  | Brasil          |

### Classificação 5º-8º lugar
| 30 de novembro |       |           |
| Brasil         | 89–64 | Chile     |
| Bulgária       | 80–70 | Filipinas |

#### 7º-8º lugar
| 1 de dezembro |       |       |
| Filipinas     | 75–68 | Chile |

#### 5º-6º lugar
| 1 de dezembro |       |        |
| Bulgária      | 64–52 | Brasil |

### Semifinal
| 30 de novembro  |        |         |
| União Soviética | 56–49  | França  |
| Estados Unidos  | 101–38 | Uruguai |

### Disputa pelo bronze
| 1 de dezembro |       |        |
| Uruguai       | 71–62 | França |

### Final
| 1 de dezembro  |       |                 |
| Estados Unidos | 89–55 | União Soviética |

## Classificação final
| Pos.   | País                   |
| ------ | ---------------------- |
| Ouro   | USA Estados Unidos     |
| Prata  | URS União Soviética    |
| Bronze | URU Uruguai            |
| 4      | FRA França             |
| 5      | BUL Bulgária           |
| 6      | BRA Brasil             |
| 7      | PHI Filipinas          |
| 8      | CHI Chile              |
| 9      | CAN Canadá             |
| 10     | JPN Japão              |
| 11     | ROC República da China |
| 12     | AUS Austrália          |
| 13     | SIN Singapura          |
| 14     | KOR Coreia do Sul      |
| 15     | THA Tailândia          |

## Referência
- (em inglês) Relatório oficial dos Jogos Olímpicos de Melbourne 1956